# Мердух Роман Васильович
 Роман Васильович Мердух — солдат Збройних сил України, учасник російсько-української війни, що загинув у ході російського вторгнення в Україну в 2022 році.

## Життєпис
Роман Мердух народився 4 квітня 1994 року в м. Калуші на Івано-Франківщині. Після закінчення Калуської школи-ліцею № 10, де навчався на відмінно, вступив у Львівський національний лісотехнічний університет. Здобувши вищу освіту, працював в Івано-Франківську системним адміністратором. За два місяці до початку війни Роман влаштувався на роботу у «Карпатнафтохім». З початку широкомасштабного військового вторгнення РФ в Україну Роман Мердух був мобілізований у навчальний центр. Після короткого перебування у навчальному центрі, 2 березня його відправили на передову — на Харківщину. Загинув наприкінці березня 2022 року від кулі снайпера під Харковом. Урочисте прощання із Романом Мердухом відбулося у рідному Калуші 8 квітня 2022 року. Поховали його поряд із калушанином Зіновієм Кінашем на Алеї Слави на міському цвинтарі Калуша на Івано-Франківщині.

## Нагороди
- орден За мужність III ступеня (2022, посмертно) — за особисту мужність і самовіддані дії, виявлені у захисті державного суверенітету та територіальної цілісності України, вірність військовій присязі[5].